# سعيد اللاوندي
سعيد اللاوندي (1955 - 12 صفر 1441 هـ / 11 أكتوبر 2019م)، كاتب صحفي بالأهرام القاهرية وخبير في العلاقات السياسية، وأستاذ محاضر في جامعات مصر وسويسرا وبلجيكا في العلاقات الدولية. من مواليد قرية «المهندس» التابعة لمدينة شربين بمحافظة الدقهلية. متزوج من عالمة الاجتماع د.فاطمة الحصى، وله ولدان: رامي (مهندس) وشادي (باحث في القانون الدولي).
قدم اللاوندي عدة برامج سياسية وثقافية في إذاعتي مونتي كارلو والشروق وأبرونيوز. كما رأس تحرير جريدة أخبار الجالية المصرية و«اتحاد المصريين بباريس» لعدة سنوات. أسس «المركز المصري لحوار الثقافات» في باريس واهتم اهتماما خاصا بقضايا المغتربين فكان من أوائل من دعا إلى مشاركة المغتربين المصريين في انتخابات بلادهم كذلك اهتم بقضايا المغتربين الخاصة بموت المغترب بالخارج وكيفية إكرام الموتى بالغربة دون اللجوء إلى جمع أموال لنقل المتوفى إلى بلاده.
أجرى اللاوندي حوارات مهمة إلى درجة السبق الصحفي مع مفكرين من الوزن الثقيل أمثال: جاك بيرك، ومحمد أركون، اللذان يعدانه من الأصدقاء المقربين، كذلك أجرى حوارات هامة مع برهان غليون، وأمين معلوف، وعبد الرحمن بدوي، وعبد الرحمن الشرقاوي، وسعد الدين وهبة قبل وفاته بيوم واحد، وغالي شكري في آخر أيامه بباريس، والفنان محمود رضا قبل وفاته بأيام قليله، وكان من المقربين إلى المفكر المصري لويس عوض، والعديد من المفكرين العرب والمصريين والفرنسيين. كان ذلك من خلال صفحة «صباح الخير يا فرنسا» باللأهرام الصادرة بفرنسا وكانت هذة الصفحة والدكتور سعيد اللاوندي بها قبلة المصريين المغتربيين بفرنسا. تحدث في أكثر من مناسبة عن الفساد في مصر في مقالات جريئة ومتعددة حول تزاوج السلطة والمال، وعسكرة الوظائف، وفساد كمال الشاذلي إلى الحد الذي أدى به أن تتوقف مقالاته بجريدة روزاليوسف. يعد الدكتور سعيد اللاوندي أول من استخدم مصطلح «الإسلاموفوبيا» في الصحافة المصرية، وهو أول من استخدم مصطلح «العولمة» في مصر، وأول من دعا إلى إجراء الانتخابات في المؤسسات المختلفة خاصة الجامعات والأزهر للاختيار الرئيس أو العميد فيها.

## وفاته
توفي يوم الجمعة 12 صفر 1441 هـ الموافق 11 أكتوبر 2019م.